# شوالان
شوالان (به لاتین: Şüvəlan) یک منطقهٔ مسکونی در جمهوری آذربایجان است که در باکو واقع شده‌است. شوالان ۱۴٬۹۹۲ نفر جمعیت دارد.

## ریشه واژه
شوو برگرفته از زبان فارسی به‌معنی شیب و والان یا لان به‌معنی محل و مکان است و معنای کامل شوالان می‌شود مکانی که دارای شیب است.

## نگارخانه

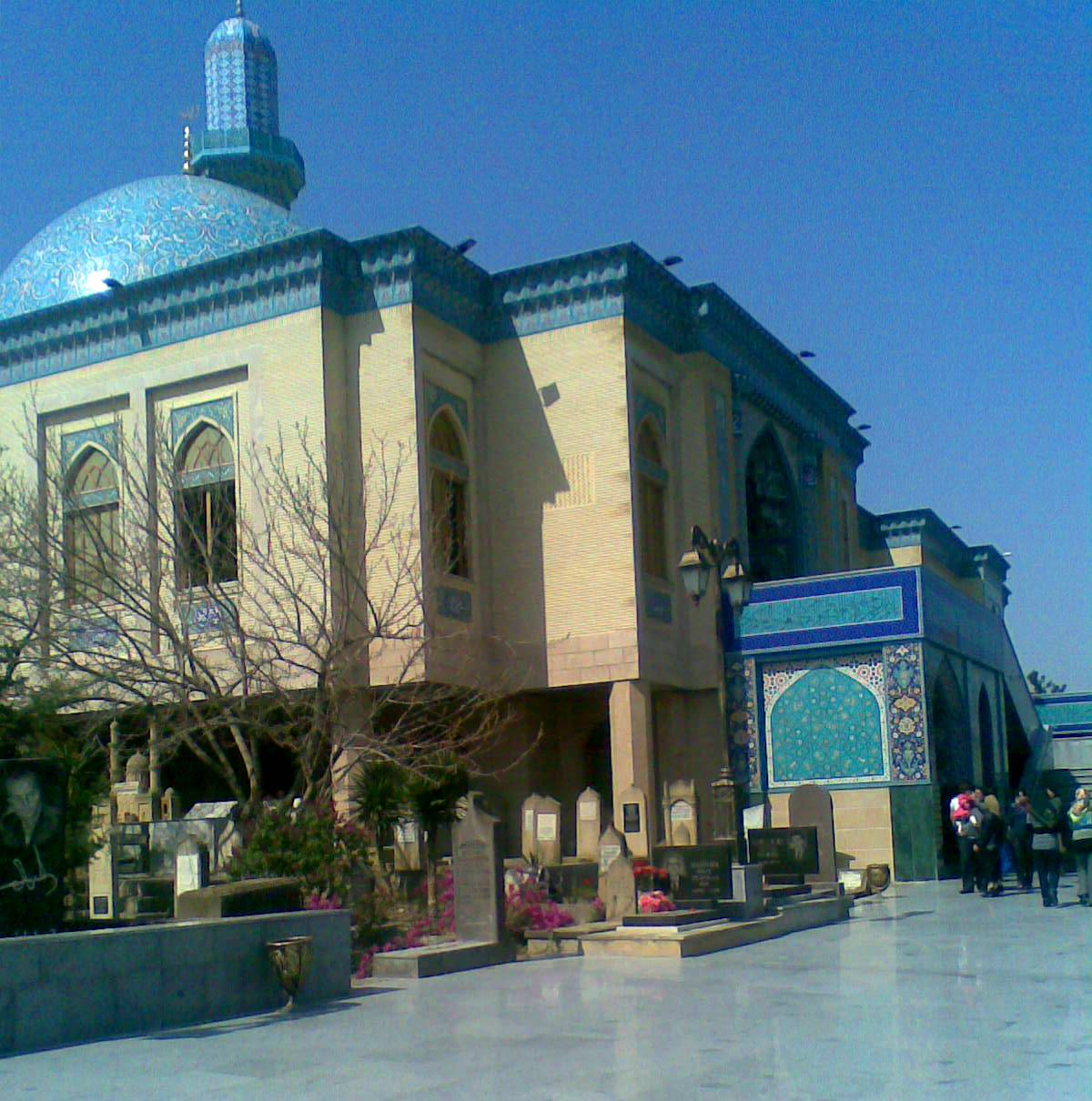
آرامگاه میر موسم آغا در شوالان